# Josef Fischer (československý politik)
Josef Fischer (1. září 1867 Cheb – 7. října 1939 Horní Slavkov) byl československý politik německé národnosti a meziválečný poslanec Národního shromáždění za Německý svaz zemědělců (Bund der Landwirte, BdL).

## Biografie
Byl synem chebského zámečnického mistra. Vystudoval na učitelském ústavu v Chebu. Působil jako učitel na různých školách na Chebsku, po delší období v letech 1892–1920 na škole v Horních Lomanech (Oberlohma). Povoláním byl podle údajů k roku 1925 řídícím učitelem ve výslužbě a rolníkem v Horním Slavkově.
Na konci roku 1918 založil Egerländer Bauernbund (Chebský rolnický svaz), který se později připojil k celostátní straně BdL, v jejímž rámci zastával funkci okresního důvěrníka. V parlamentních volbách v roce 1920 se stal za BdL poslancem Národního shromáždění. Mandát obhájil v parlamentních volbách v roce 1925.